# ابزارآلات بادی

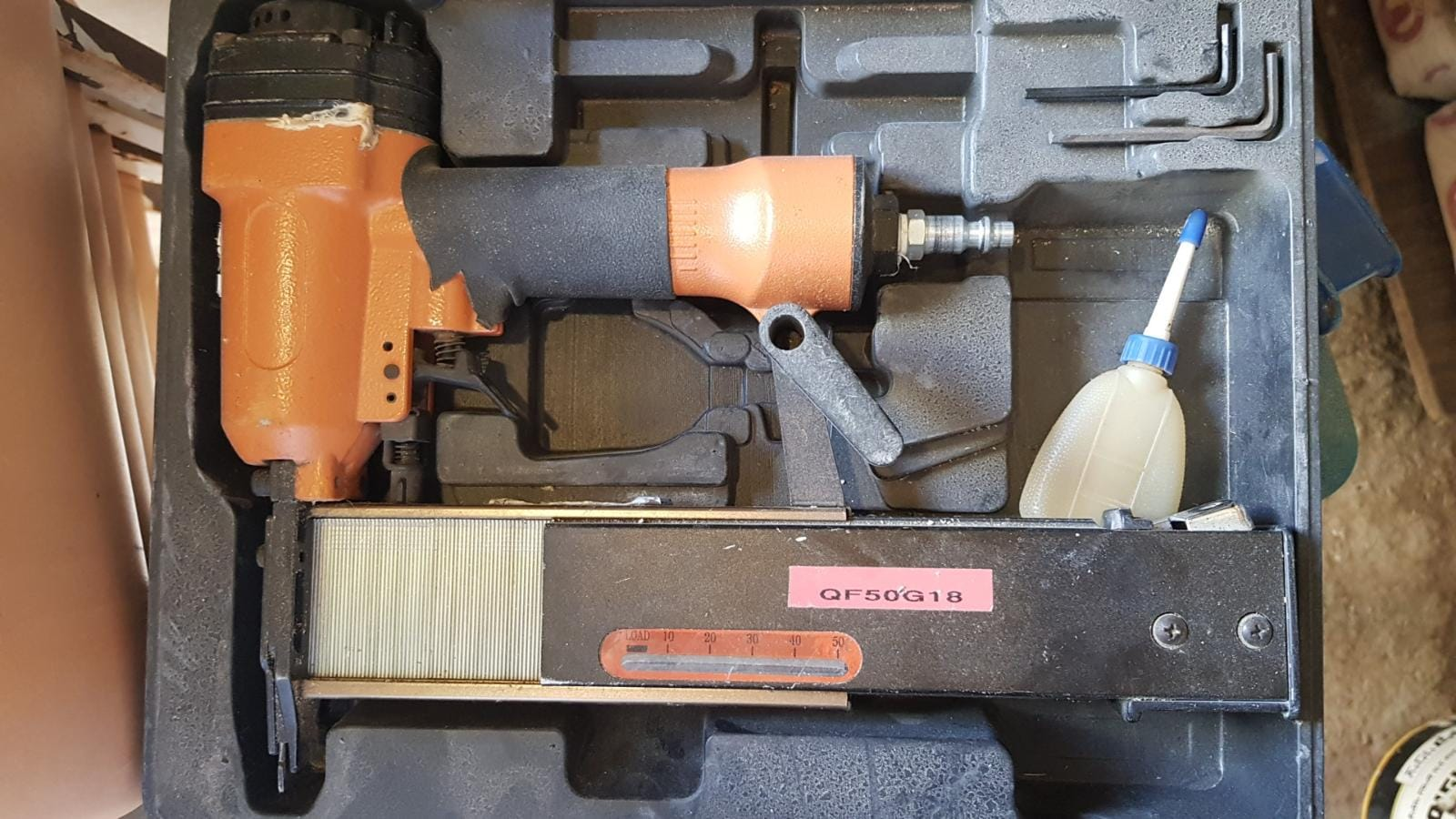
نمونه یک آچار بکس بادی

یک ابزار پنوماتیک یا ابزار بادی، یک نوع ابزار قدرتمند هستند که با باد (هوا) فشرده که توسط فشرده‌ساز هوا تولید می‌شود، کار می‌کنند. همچنین ابزارهای بادی می‌توانند توسط دی‌اکسید کربن فشرده (CO2) ذخیره شده در محفظه‌های کوچک کار کنند. معمولا ابزارآلات بادی به کمک یک موتور پنوماتیک هوای فشرده را به کار تبدیل می‌کنند.
ابزارهای بادی ایمن تر از انواع برقی آنهاست و نسبت به ابزار آلات برقی هم رده خود، از قدرت بالاتری برخوردار هستند. آنها کوچک‌تر و سبک‌تر هستند و در عین حال همان کار ابزار آلات برقی را انجام می‌دهند. ابزارهای بادی درجه یکِ ارزان، از عمر کوتاه تری نسبت به ابزارهای بادی درجه یکِ گران، که طول عمر و کیفیت بالایی دارند، برخوردارند. در کل ابزارهای بادی قیمت‌های مناسب تری نسبت به ابزار آلات بادی دارند. ابزارهای بادی قبلاً در بازارها محبوب نبودند. اما امروزه ابزارهای بادی جایگاه واقعی خود را در بازارها پیدا کردند و طرفداران خودشان را دارند.

## اصطلاحات فنی
برای کسانی که با ابزار آلات بادی سر و کار دارند، بهتر است که تعدادی از اصطلاحات مربوط به این ابزار آلات را بدانند. دانستن این اصطلاحات در مواردی حتی به بهتر خرید کردن شما در زمینه ابزار آلات بادی نیز می‌تواند کمک کند.
- سرعت آزاد (rpm)
- فشار هوا (psi / bar)
- مصرف هوا (cfm/scfm or m3/min)
- قدرت (اسب بخار)
- سایز اسپیندل
- و …

این موارد بسته به ابزار بادی مد نظر شما متغیر است و بسته به نیاز خود، در زمان خرید دستگاه باید نکات فنی مربوط به دستگاه‌ها را در نظر بگیرید.
جریان یا همان جریان هوا مربوط به مصرف هوا در ابزار بادی، نشان دهنده مقدار هوای فشرده‌است که از طریق کوبلینگ (محفظه ورودی هوا) طی یک واحد زمانی عبور می‌کند» در شرایط عادی هوا (مثال: ۲۰+ درجه سلسیوس، ۶۵٪ رطوبت، ۱۰۱۳ میلی بار فشار، بر اساس قوانین NFE)

## انواع ابزار بادی
- آچار ضربه ای بادی
- فرز بادی
- دمنده - مکنده بادی
- تفنگ بادی
- چکش بادی
- چکش تخریب بادی
- زاویه سنج بادی
- جک بادی
- دریل بادی
- پیستوله رنگ پاش بادی
- اره بادی
- اره لرزون بادی
- سنباده زن بادی
- تورنادوگان
- کف پاش

## برندهای معروف
- تری‌ام
- AIMCO
- Apex Tool Group
- اطلس کوپکو
- ZIPP GROUP
- Campbell Hausfeld
- Chicago Pneumatic
- China Pneumatic
- Compair Broomwade Ltd
- Craftsman
- DeVilbiss Air Power Company
- Husky tools
- Ingersoll-Rand
- Kobalt tools
- Mac Tools
- ماکیتا
- Matco Tools
- bmtco
- Porter-Cable.
- Snap-on
- ZIPP TOOL

برند معروف اروپایی :
- Mannesmann Demag